# Tọa độ phản ứng

Đồ thị là một toạ độ phản ứng, trong đó toạ độ ở vào điểm cao nhất của trục năng lượng cùng là trạng thái quá độ. Đường màu đỏ đã biểu thị không có chất xúc tác (enzim) được thêm vào do chỗ đó có sẵn năng lượng hoạt hoá, đường màu lam là tình huống sau khi đã thêm lên trên chất xúc tác.

Toạ độ phản ứng, hoặc gọi đồ biểu sợi dây năng lượng, là một chủng loại toạ độ một chiều mà căn cứ vào đường lối phản ứng hơn nữa biến hoá thành hình vẽ, dùng để biểu đạt quá trình tiến hành của phản ứng hoá học. Lợi dụng đồ biểu hình học giản đơn, lại thêm biểu thị đường lối của một hoặc vài cái thực thể phân tử trải qua thay đổi ở trong phản ứng hoá học. Trong mô phỏng động lực học phân tử, toạ độ phản ứng gọi là đại lượng biến thiên tập thể.
Loại toạ độ này có lúc cũng có thể dùng các tham số như chiều dài liên kết hoặc góc liên kết để biểu thị, nhưng mà cái hay thấy nhất chính là dùng năng lượng tự do nhiệt lực học coi là tham số chủ yếu. Một ít tham số phi hình học có lúc sẽ sử dụng ở trong phản ứng thêm phức tạp, thí dụ là thứ bậc liên kết của các thực thể phân tử khác nhau.
Ở trong lí luận trạng thái quá độ, toạ độ phản ứng chính là toạ độ của một tập hợp toạ độ lấy đường cong mà hợp thành, dùng để biểu thị cả quá trình mà một thứ thực thể hoá học nào đó vì nguyên do kết cấu của bản thân, trải qua biến hoá thành trạng thái quá độ, sau cùng diễn biến thành sản phẩm của kết cấu nào đó. Một đường đi trong toạ độ mà độ dốc lên cao lớn nhất, chính là trình tự khống chế tốc độ của phản ứng đó.
Thí dụ, ở phân tử hiđrô, sự thay đổi chiều dài liên kết {\displaystyle {\ce {H-H}}} trong li giải quân liệt có thể được dùng làm toạ độ hoành.